# Tim Locastro
 (octobre 2017).
Timothy Donald Locastro (né le 14 juillet 1992 à Auburn, New York, États-Unis) est un joueur d'utilité des New York Yankees de la Ligue majeure de baseball.

## Carrière
Tim Locastro est choisi par les Blue Jays de Toronto au 13e tour de sélection du repêchage amateur de 2013.
Le 2 juillet 2015, les Blue Jays cèdent Locastro et le lanceur droitier Chase De Jong aux Dodgers de Los Angeles.
Dans les ligues mineures, Locastro se distingue comme joueur d'utilité évoluant principalement au deuxième but, à l'arrêt-court et au champ centre, ainsi que par sa vitesse et son habileté à voler des buts.
Il fait ses débuts dans le baseball majeur le 29 septembre 2017 avec les Dodgers de Los Angeles.